# Цацаровці (Смолянська область)
Ца́царовці (болг. Цацаровци) — село в Смолянській області Болгарії. Входить до складу общини Златоград.

## Населення
За даними перепису населення 2011 року у селі проживали 69 осіб, з них 59 осіб (96,7%) — болгари.
Розподіл населення за віком у 2011 році:
Динаміка населення: